# ماریو منگتی
ماریو منگتی (به ایتالیایی: Mario Meneghetti) بازیکن فوتبال و اهل ایتالیا است که از سال ۱۹۲۰ میلادی عضو تیم ملی فوتبال ایتالیا بوده و در ۴ بازی ملی حضور داشته‌است. او در بازی‌های ملی‌اش گلی به ثمر نرساند.
ماریو منگتی آخرین بازی ملی خود را در سال ۱۹۲۰ میلادی انجام داد.